# Грос-Вокерн
Грос-Вокерн (нем. Groß Wokern) — община в Германии, в земле Мекленбург-Передняя Померания.
Входит в состав района Гюстров. Подчиняется управлению Мекленбургише Швайц. Население составляет 1109 человек (2009); в 2003 г. - 1155. Занимает площадь 21,91 км².